# Miriam
Pour les articles homonymes, voir Miriam (homonymie).

Ce graphique cartographique a été créé avec ZiMapMakerZiMapMaker a été créé par Ivan Zaytsev (Navizv) et est disponible, gratuitement, sur

Le prénom Miriam, Mirjam, Miryam ou Myriam est d’origine hébraïque. 
Il existe la variante araméenne Mariam, qui fut hellénisée sous la forme Μαρία et latinisée en Maria ou Marya, qui donna Marie, Maryse, Marielle...
La variante Mirjam est utilisée en néerlandais, en allemand, en finnois, en estonien et en slovène.
La variante Myriam est utilisée en français et en anglais.

## Personnalités portant ce prénom
- Myriam, sœur de Moïse et d’Aaron ;
- Myriam, Myriam Borsoutsky, monteuse de Sacha Guitry ;
- Myriam Bédard, athlète canadienne, triple médaillée olympique en biathlon ;
- Miriam Flynn, actrice et productrice américaine ;
- Miriam Hopkins, actrice américaine ;
- Miryam Houali, directrice artistique de jeux vidéos française ;
- Mirjam Liimask, athlète estonienne ;
- Miriam McDonald, actrice canadienne ;
- Miriam Makeba, chanteuse de nationalité sud-africaine ;
- Miriam Margolyes, actrice britannique ;
- Miriam Oremans, joueuse de tennis néerlandaise ;
- Mirjam Ott, joueuse suisse de curling  ;
- Mirjam Puchner, skieuse alpine autrichienne ;
- Miriam Ramón, athlète équatorienne ;
- Mirjam de Rooij, actrice néerlandaise ;
- Miriam Stockley, chanteuse britannique ;
- Miriam Toews, romancière canadienne.

Pour l'ensemble des articles sur les personnes portant ces prénoms, consulter les listes générées automatiquement pour Miriam, Myriam, Miryam et Mirjam.